# Sugilit
Sugilit (také známý jako luvulit nebo lavulit) je poměrně vzácný nerost, který má barvu růžovou až fialovou. Je to cyklosilikátový minerál, který krystalizuje v hexagonální soustavě s prizmatickými krystaly. Krystaly se vyskytují zřídka a forma je obvykle masivní. Většinou je průsvitný.
Sugilit byl poprvé popsán v roce 1944 japonským petrologem Ken-ichi Sugi (1901–1948), který zjistil jeho výskyt na ostrůvku Iwagi v Japonsku. Byl nalezen také na Mont Saint-Hilaire v kanadské provincii Quebec, v Ligurii a Toskánsku v Itálii, v australském Novém Jižním Walesu nebo v Madhjapradéši v Indii.
V dole Wessels v provincii Severní Kapsko v Jižní Africe se sugilit těží z ložiska manganu.

## Vlastnosti
Tvrdost na Mohsově stupnici – 6-6,5. Specifická hmotnost je 2,7. Barva hnědožlutá, při zvětrání nazelenalá. Často má odstíny od růžové po fialovou. Barva linky je bílá, lesk skelný.

## Místo narození
Vyskytuje se v Japonsku, Jižní Africe, Kanadě, Tádžikistánu, Itálii, Austrálii. Původní poloha je v masivu aegirinských syenitů na ostrově Ivagi. Vyskytuje se ve formě krystalů a zrn.

## Praktická hodnota
Používá se jako okrasný kámen. Sugility těžené v Jižní Africe mají intenzivní fialovou barvu. Bohatost odstínů činí sugilit oblíbeným mezi znalci drahých kamenů; často se leští do kabošonů, vyrábí se z něj korálky, přívěsky a náhrdelníky.